# Nationale 1 1985-1986
La Nationale 1 1985-1986 è stata la 64ª edizione del massimo campionato francese di pallacanestro maschile. La vittoria finale è stata ad appannaggio dell'Orthez.

## Risultati

### Stagione regolare

#### Prima fase

##### Nationale 1
|     | Squadra           | G  | V  | P  | PF   | PS   | P.ti | Qualificazione          |
| --- | ----------------- | -- | -- | -- | ---- | ---- | ---- | ----------------------- |
| 1.  | ASVEL             | 22 | 17 | 5  | 2094 | 1953 | 39   | qualificate al Gruppo 1 |
| 2.  | Orthez            | 22 | 16 | 6  | 2070 | 1856 | 38   | qualificate al Gruppo 1 |
| 3.  | CSP Limoges       | 22 | 14 | 8  | 2171 | 2059 | 36   | qualificate al Gruppo 1 |
| 4.  | Monaco            | 22 | 14 | 8  | 2018 | 1962 | 36   | qualificate al Gruppo 1 |
| 5.  | Olympique Antibes | 22 | 13 | 9  | 1850 | 1758 | 35   | qualificate al Gruppo 1 |
| 6.  | Challans          | 22 | 12 | 10 | 1876 | 1911 | 34   | qualificate al Gruppo 1 |
| 7.  | SCM Le Mans       | 22 | 9  | 13 | 2084 | 2183 | 31   | qualificate al Gruppo 2 |
| 8.  | Avignone          | 22 | 9  | 13 | 1970 | 1989 | 31   | qualificate al Gruppo 2 |
| 9.  | R.C. de France    | 22 | 8  | 14 | 1894 | 1920 | 30   | qualificate al Gruppo 2 |
| 10. | Stade français    | 22 | 7  | 15 | 2026 | 2124 | 29   | qualificate al Gruppo 2 |
| 11. | Vichy             | 22 | 7  | 15 | 1884 | 1985 | 29   | qualificate al Gruppo 3 |
| 12. | Caen              | 22 | 6  | 16 | 1989 | 2226 | 28   | qualificate al Gruppo 3 |

##### Nationale 2
|     | Squadra          | G  | V  | P  | PF   | PS   | P.ti | Qualificazione          |
| --- | ---------------- | -- | -- | -- | ---- | ---- | ---- | ----------------------- |
| 1.  | Saint-Étienne    | 22 | 18 | 4  | 2389 | 2164 | 40   | qualificate al Gruppo 1 |
| 2.  | Tours            | 22 | 14 | 8  | 1974 | 1912 | 36   | qualificate al Gruppo 1 |
| 3.  | ABC Nantes       | 22 | 14 | 8  | 1996 | 1969 | 36   | qualificate al Gruppo 2 |
| 4.  | Mulhouse         | 22 | 13 | 9  | 2148 | 1994 | 35   | qualificate al Gruppo 2 |
| 5.  | Nancy            | 22 | 12 | 10 | 2117 | 2036 | 34   | qualificate al Gruppo 2 |
| 6.  | Lorient          | 22 | 12 | 10 | 2114 | 2124 | 34   | qualificate al Gruppo 2 |
| 7.  | Reims            | 22 | 12 | 10 | 2060 | 2010 | 34   | qualificate al Gruppo 3 |
| 8.  | Clermont-Ferrand | 22 | 11 | 11 | 2107 | 2092 | 33   | qualificate al Gruppo 3 |
| 9.  | Digione          | 22 | 9  | 13 | 2061 | 2107 | 31   | qualificate al Gruppo 3 |
| 10. | Étoile de Voiron | 22 | 7  | 15 | 2111 | 2287 | 29   | qualificate al Gruppo 3 |
| 11. | Avenir de Rennes | 22 | 7  | 15 | 1997 | 2148 | 29   | qualificate al Gruppo 3 |
| 12. | Grenoble         | 22 | 3  | 19 | 2070 | 2301 | 25   | qualificate al Gruppo 3 |

#### Seconda fase

##### Gruppo 1
|    | Squadra           | G  | V  | P  | PF   | PS   | P.ti |
| -- | ----------------- | -- | -- | -- | ---- | ---- | ---- |
| 1. | Orthez            | 14 | 11 | 3  | 1251 | 1163 | 25   |
| 2. | ASVEL             | 14 | 10 | 4  | 1328 | 1201 | 24   |
| 3. | CSP Limoges       | 14 | 8  | 6  | 1321 | 1296 | 22   |
| 4. | Challans          | 14 | 7  | 7  | 1286 | 1250 | 21   |
| 5. | Olympique Antibes | 14 | 6  | 8  | 1179 | 1141 | 20   |
| 6. | Monaco            | 14 | 6  | 8  | 1209 | 1228 | 20   |
| 7. | Saint-Étienne     | 14 | 5  | 9  | 1309 | 1436 | 19   |
| 8. | Tours             | 14 | 3  | 11 | 1093 | 1261 | 17   |

##### Gruppo 2
|    | Squadra        | G  | V  | P  | PF   | PS   | P.ti |
| -- | -------------- | -- | -- | -- | ---- | ---- | ---- |
| 1. | Avignone       | 14 | 11 | 3  | 1393 | 1269 | 25   |
| 2. | R.C. de France | 14 | 10 | 4  | 1282 | 1176 | 24   |
| 3. | Stade français | 14 | 8  | 6  | 1365 | 1280 | 22   |
| 4. | SCM Le Mans    | 14 | 8  | 6  | 1341 | 1347 | 22   |
| 5. | Lorient        | 14 | 6  | 8  | 1350 | 1384 | 20   |
| 6. | Nancy          | 14 | 6  | 8  | 1324 | 1427 | 20   |
| 7. | ABC Nantes     | 14 | 5  | 9  | 1221 | 1298 | 19   |
| 8. | Mulhouse       | 14 | 3  | 11 | 1281 | 1376 | 17   |

##### Gruppo 3
|    | Squadra          | G  | V  | P  | PF   | PS   | P.ti | Qualificazione            |
| -- | ---------------- | -- | -- | -- | ---- | ---- | ---- | ------------------------- |
| 1. | Vichy            | 14 | 12 | 2  | 1153 | 1239 | 26   |                           |
| 2. | Reims            | 14 | 9  | 5  | 1347 | 1303 | 23   |                           |
| 3. | Grenoble         | 14 | 8  | 6  | 1384 | 1398 | 22   |                           |
| 4. | Étoile de Voiron | 14 | 7  | 7  | 1405 | 1400 | 21   |                           |
| 5. | Caen             | 14 | 7  | 7  | 1405 | 1430 | 21   |                           |
| 6. | Digione          | 14 | 6  | 8  | 1371 | 1321 | 20   |                           |
| 7. | Clermont-Ferrand | 14 | 6  | 8  | 1305 | 1373 | 20   | retrocesse in Nationale 3 |
| 8. | Avenir de Rennes | 14 | 1  | 13 | 1267 | 1471 | 15   | retrocesse in Nationale 3 |

| Nationale 1 1985-1986 |
| --------------------- |
| Orthez 1º titolo      |

## Premi e riconoscimenti
- MVP francese:  Stéphane Ostrowski, CSP Limoges
- MVP straniero:  Kevin Figaro, Challans
- Allenatore dell'anno:  Michel Gomez, Challans
- Giocatore rivelazione:  Christian Garnier, Monaco
- Miglior difensore:  Allen Bunting, Olympique Antibes